# East Shore (Kalifornija)
East Shore je naseljeno područje za statističke svrhe u američkoj saveznoj državi Kalifornija. Prema popisu stanovništva iz 2010. u njemu je živjelo 156 stanovnika.